# Integral térmica
Integral térmica se define como la temperatura acumulada necesaria para completar un estado fenológico (plantas), un estadio larvario (artrópodos) o el ciclo completo de un ser vivo. Este concepto es utilizado en biología para realizar modelos matemáticos de predicción de desarrollo. Las unidades que se utilizan para medir la integral térmica suelen ser los grados-día. 

## Entomología
En general la integral térmica es utilizada para calcular los ritmos vitales de las plagas. De esta forma, según las temperaturas previas registradas y las previsiones meteorológicas podemos anticiparnos a la aparición de una plaga. 

## Fisiología vegetal
En la práctica este concepto se puede utilizar, entre otras cosas, para realizar cálculos aproximados y poder predecir la fecha de recolección de un cultivo en función de su fecha de plantación, la adaptación a priori de una variedad a un determinado clima o cuánto le falta al árbol para florecer.